# Нонакозан
Нонакозан — насичений вуглеводень, алкан (C29H60).

## Фізичні властивості
Температура плавлення 63,4 °C;
температура кипіння 441 °C;
Тиск пари (в мм рт.ст.): 1 (227 °C); 10 (277 °C); 40 (316 °C); 100 (348 °C); 400 (406 °C).

## Ізомерія
Теоретично можливо 1 590 372 121 структурних ізомерів з таким числом атомів.

## Знаходження в природі
Ідентифіковано: Гінкго дволопатеве (Ginkgo biloba), Очанка ростковіуса (Euphrasia Rostkoviana), Молочай серпоподібний (Euphorbia falcata L.).